# 세사르 산체스
세사르 산체스 도밍게스(스페인어: César Sánchez Domínguez ˈθesar ˈsantʃeθ[*], 1971년 9월 2일, 에스트레마두라 지방 코리아 ~)는 줄여서 세사르(스페인어: César)는 은퇴한 스페인의 축구 선수로, 골키퍼로 활약했었다.
그는 라 리가에 딱 20시즌 (그는 프로 무대에서 이 리그에만 출전했다.) 활약하며 바야돌리드, 레알 마드리드, 사라고사, 발렌시아, 그리고 비야레알에서 도합 401경기를 출전했고, 이 중 3개의 구단에서 활약하며 주전으로 뛰었고, 두 번째 구단에서는 7번의 주요 대회를 우승했는데, 그 중 한 번은 2002년 UEFA 챔피언스리그였다.

## 클럽 경력

### 바야돌리드와 레알 마드리드
세사르는 에스트레마두라 지방 코리아 출신이다. 그는 바야돌리드 유소년 아카데미 출신이며, 0-6으로 패한 바르셀로나와의 1991-92 시즌 막판의 안방 경기에서 마우로 라프니치와 교체로 후반에 출전해 첫 경기를 치렀다. 그는 1995년에서 2000년까지 합해서 단 4경기에 결장하는데 그쳤다.
산체스는 라 리가 2000-01 시즌을 앞두고 거함 레알 마드리드에 입단해 처음에는 특급 유망주였던 이케르 카시야스의 후보를 맡았다. 하지만, 그 다음 시즌, 그는 선발로 출전해 수도 연고 구단의 9번 중 5번의 UEFA 챔피언스리그 경기에 출전해 대회 우승에 일조했지만, 레버쿠젠과의 결승전에서 부상을 당해 교체 카시야스와 교체되어 나갔다.

### 사라고사와 토트넘 홋스퍼
세사르는 2005-06 시즌을 앞두고 사라고사에 입단했고, 그는 아라곤 연고의 구단에서 3시즌 동안 붙박이 주전을 맡았다. 2008년 8월, 사라고사가 세군다 디비시온으로 강등되어 마르셀리노 가르시아 토랄 감독이 새로 부임하자, 그는 2군으로 좌천시켰다.
얼마 후, 산체스는 후안데 라모스가 지도하는 토트넘 홋스퍼로 둥지를 옮겼다. 그가 런던 연고의 구단 소속으로 출전한 처음이자 마지막 경기는 4-2로 이긴 리버풀과의 풋볼 리그 컵 경기로, 그는 부상당한 에우렐류 고메스와 교체로 들어갔다.

### 발렌시아와 말년
2009년 1월 20일, 세사르는 자유이적으로 발렌시아와 시즌 말까지 계약해 스페인 무대로 복귀했고, 입단 당시 동지 (Che)는 아틀레틱 빌바오와의 경기에서 2-3으로 지는 와중에 주전 수문장 헤난을 사타구니 부상으로 잃었다. 이에도 불구하고, 세사르는 21일에 치러질 번리와의 리그 컵 준결승 2차전 경기에 토트넘의 후보 명단에 이름을 올렸다. 이틀 후, 토트넘은 비로소 그가 상호 계약 해지로 방출되었다고 밝혔다. 발렌시아에서 그는 브라질인이 부상에서 복귀하고 나서도 자신의 선발 지위를 유지했다.
거의 38세가 된 세사르는 반 시즌을 훌륭하게 보낸 후 계약을 1년 더 연장했다. 그는 2009-10 시즌을 새로 들어온 미겔 앙헬 모야의 후보로 시작했다. 그러나, 새로 들어온 선수가 믿음직한 활약을 펼치지 못하며, 그에게 다시 주전으로서의 기회가 부여되었고, 라싱 산탄데르에게 1-0 승리, 전 시즌 우승을 거둔 바르셀로나를 상대로 0-0 무승부, 알메리아에게 3-0 승리, 그리고 말라가에게 1-0으로 승리를 거둘 때 연달아 무실점으로 골문을 치켰다. 2010년 5월, 발렌시아가 그의 공로로 3위를 차지해 UEFA 챔피언스리그 복귀에 성공하면서, 노장은 1년 계약 연장에 합의했다.
2011년 4월 2일, 4-2로 이긴 헤타페 원정에 선발로 출전하면서, 그는 39세 212일로 스페인 리그 역사상 두 번째로 나이 많은 골키퍼로 이름을 올렸다. 그는 15경기에 출전했는데, 발렌시아는 리그 3위를 차지해 UEFA 챔피언스리그 본선에 진출했다.
하지만, 구단이 지에구 아우베스와 유소년 아카데미를 갓 졸업한 비센테 과이타의 서명 동의를 얻으면서, 세사르는 전력외로 분류되었다. 2011년 6월 2일, 그는 발렌시아 지방 이웃인 비야레알과 1년 계약을 맺고 합류해, 9월 10일에 2-2로 비긴 세비야와의 안방 경기에서 첫 경기를 치렀다. 그는 디에고 로페스가 전반 초에 퇴장으로 빠지자, 들어가서 이어지는 알바로 네그레도의 페널티킥을 막아냈지만, 튀어나간 공을 막지 못해 실점했다. 이후, 그는 해리 로우, 자크 송오, 아메데오 카르보니, 그리고 도나토에 이어 불혹을 넘겨 스페인 1부 리그 경기에 출전한 5번째 선수가 되었다.

## 국가대표팀 경력
세사르는 2000년 8월 16일, 하노버에서 1-4로 패한 독일과의 친선경기에서 처음이자 마지막으로 스페인 국가대표팀 경기에 출전했다.

## 수상
레알 마드리드
- UEFA 챔피언스리그: 2001–02
- 라 리가: 2000–01, 2002–03
- 인터콘티넨털컵: 2002
- UEFA 슈퍼컵: 2002
- 수페르코파 데 에스파냐: 2001, 2003